# JA
 Der er for få eller ingen kildehenvisninger i denne artikel, hvilket er et problem. Du kan hjælpe ved at angive troværdige kilder til de påstande, som fremføres i artiklen.

JA var en fagforening for kandidater og studerende inden for natur, miljø og fødevarer. JAs medlemmer er studerende, bachelorer og kandidater inden for bl.a. jordbrugsvidenskab, naturforvaltning, miljø, energi, ressourceøkonomi, fysisk planlægning, byplanlægning, bioteknologi og fødevarer med funktioner som administration, forskning, undervisning, rådgivning og ledelse.
JA har ca. 5.200 medlemmer og er medlem af Akademikerne (AC).
JA har sekretariat i København fælles med Den Danske Dyrlægeforening og Foreningen af Danske Skov- & Landskabsingeniører og Have- & Parkingeniører.
Det samarbejde, der nu hedder JA, blev stiftet i 1976 under navnet Danmarks Jordbrugsvidenskabelige Kandidatforbund. I 1997 blev navnet til Jordbrugsakademikernes Forbund, i 2004 til Jordbrugsakademikerne og fra og med den 17. september 2007 til JA.
JA fusionerede i 2023 med DM, og foreningen ophørte dermed med at eksistere.